# Comunitatea Statelor Independente
Comunitatea Statelor Independente (abreviat CSI; în rusă Содружество Независимых Государств; СНГ → Sodrujestvo Nezavisimîh Gosudarstv) este o organizație regională formată din 8 din cele 15 foste republici federale ale Uniunii Sovietice, excepțiile fiind cele trei țări baltice: Estonia, Letonia și Lituania, precum și 3 țări care au părăsit organizația: Georgia (→2009), Ucraina (→2018) și Republica Moldova (→2023). Turkmenistanul are statut de membru asociat începând cu anul 2005.
Comunitatea Statelor Independente este constituită pe baza mai multor principii ca:
- recunoașterea reciprocă și respectarea suveranității statelor-membre
- egalitatea în drepturi
- neamestecul în treburile interne
- renunțarea la aplicarea forței.[1]

## Formarea CSI
CSI a fost înființat de conducerile Republicii Sovietice Federative Socialiste Ruse, Belarusiei și Ucrainei, prin semnarea, pe 8 decembrie 1991, în Viskuli (Pădurea Białowieża), Acordul privind înființarea Comunității Statelor Independente" (cunoscut ca Acordurile de la Belaveja).
Cei 11 membri fondatori ai CSI sunt: Armenia, Azerbaidjan, Belarus, Kazahstan, Kârgâzstan, Republica Moldova, Rusia, Tadjikistan, Turkmenistan, Ucraina și Uzbekistan. În decembrie 1993 s-a alăturat și Georgia, în circumstanțe controversate, în urma unui război civil în care trupele rusești au intervenit de partea guvernului lui Șevardnadze. În urma evenimentelor din august 2008, când trupele rusești au intervenit din nou în Georgia, pentru susținerea regimurilor separatiste sud-osetine și abhaze, parlamentul georgian a votat în unanimitate retragerea Georgiei din CSI, pe data de 14 august 2008, care a intrat în efect un an mai târziu, în august 2009. Ca urmare a anexării Crimeii de către Rusia, Ucraina s-a retras din CSI în martie 2014, în timp ce reprezentanții acestora au fost retrași în mai 2018.
Georgia, Ucraina, Azerbaidjan și Republica Moldova au fondat GUAM în 1997, ca o organizație care încearcă să împiedice influența rusească în fostele republici sovietice. În 1999, Uzbekistanul a aderat la organizație, însă pe 5 mai 2005, a anunțat președinția în exercițiu (la acel moment moldoveană) că se retrage din organizație.
În 2023, Republica Moldova a părăsit CSI după ce Parlamentul Republicii Moldova a denunțat anumite acorduri CSI și a părăsit Adunarea Interparlamentară a CSI.
Printre acordurile denunțate a fost și Acordul privind interacțiunea în domeniul preîntâmpinării și lichidării consecințelor situațiilor excepționale cu caracter natural și tehnogen ce a fost semnat la Minsk la data de 22 ianuarie 1993
În același timp, Republica Moldova menține relații interparlamentare cu statele membre AIP CSI la nivel bilateral, inclusiv pe linia grupurilor de prietenie.

## Întâlniri ale șefilor de stat ai CSI
- decembrie 1991 —  Almaty
- octombrie 1992 —  Bișkek
- aprilie 1993 —  Minsk
- octombrie 1994 —  Moscova
- mai 1995 —  Minsk
- mai 1996 —  Moscova
- ianuarie 1997 —  Moscova
- aprilie 1998 —  Moscova
- aprilie 1999 —  Moscova
- iunie 2000 —  Moscova
- octombrie 2001 —  Moscova (A 10-a aniversare)
- octombrie 2002 —  Chișinău
- septembrie 2003 —  Ialta
- septembrie 2004 —  Astana
- august 2005 —  Kazan
- octombrie 2006 —  Minsk
- octombrie 2007 —  Dușanbe
- octombrie 2008 —  Bișkek
- octombrie 2009 —  Chișinău
- mai 2010 —  Moscova
- septembrie 2011 —  Dușanbe (A 20-a aniversare)
- mai 2012 —  Moscova
- decembrie 2012 —  Așgabat
- octombrie 2013 —  Minsk
- octombrie 2014 —  Minsk
- octombrie 2015 —  Borovoie
- septembrie 2016 —  Bișkek
- octombrie 2017 —  Soci
- septembrie 2018 —  Dușanbe
- octombrie 2019 —  Așgabat

## Potențialul economic al CSI
CSI împreună cu China și SUA dețin 80% din rezervele de cărbuni ale planetei. CSI se înscrie între cele mai mari producătoare de cărbuni din lume, deținând totodată, intre 1/3 și 2/3 din rezervele mondiale certe și probabile, din care 90% sunt localizate în partea asiatică. Producția a crescut de la 66 milioane de tone în 1940 la 260 de milioane tone în 1950, pentru ca în anul 1991 să atingă 700 de milioane de tone (70% cărbune superior), urmând apoi o ușoară scădere (650 de milioane tone în 1992, circa 500 de milioane de tone în 1996 și circa 443 de milioane de tone în 2000), dar menținându-se ca al treilea producător mondial.